# Бета-гамма-димер G-белка

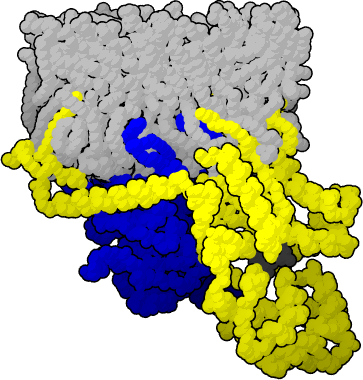
Этот гетеротримерный G-белок изображён вместе с его теоретическими липидными якорями. ГДФ изображена чёрным цветом. α-субъединица изображена жёлтым. βγ-димер изображён голубым. Мембрана изображена серой.

Бета-гамма-димер G-белка (Gβγ) — плотно связанный гетеродимерный белковый комплекс, состоящий из двух разных субъединиц — одной Gβ и одной Gγ. Этот Gβγ-димер является компонентом гетеротримерных G-белков. Гетеротримерные G-белки, также называемые гуанозиннуклеотид-связывающими белками, состоят из трёх разных субъединиц, называемых альфа-, бета- и гамма-субъединицами и обозначаемых соответственно Gα, Gβ и Gγ. Когда лиганд-агонист активирует G-белок-связанный метаботропный рецептор, альфа-субъединица G-белка (Gα) заменяет ГДФ на ГТФ, вследствие чего изменяется её пространственная конфигурация, и димер Gβγ диссоциирует из связи с Gα-субъединицей, что позволяет обеим частям G-белка — Gα и Gβγ независимо друг от друга активировать их собственные (различные у α-субъединицы и у βγ-димера) нисходящие сигнальные каскады. Одной из важных функций βγ-димера является ингибирование, через цепь внутриклеточных событий, активности α-субъединицы, что обеспечивает важную отрицательную обратную связь и эффективно ограничивает сигнал рецептора сверху как по силе, так и по продолжительности.

## Функция
| Effector                                 | Signalling effect |
| ---------------------------------------- | ----------------- |
| GIRK2                                    | activation        |
| GIRK4                                    | activation        |
| N-type calcium channel                   | inhibition        |
| P/Q-type calcium channels                | inhibition        |
| Phospholipase A                          | activation        |
| PLCβ1                                    | activation        |
| PLCβ2                                    | activation        |
| PLCβ3                                    | activation        |
| Adenylyl cyclase Type l, lll, V, Vl, Vll | inhibition        |
| Adenylyl cyclase Type ll, IV             | activation        |
| PI3K                                     | inhibition        |
| βARK1                                    | activation        |
| βARK2                                    | activation        |
| Raf-1                                    | activation        |
| Ras exchange factor                      | activation        |
| Bruton's tyrosine kinase                 | activation        |
| Tsk tyrosine kinase                      | activation        |
| ARF                                      | activation        |
| Plasma membrane Ca2+ pump                | activation        |
| p21-activated protein kinase             | inhibition        |
| SNAP25                                   | inhibition        |
| P-Rex1 Rac GEF                           | activation        |